# 土居養二
土居 養二（どい ようじ、1927年2月27日 - 2006年8月22日 ）は、日本の植物病理学者。東京大学名誉教授。東京都生まれ。

## 経歴
出生から戦中、戦後の混乱期を東京で過ごす。1951年3月、東京大学農学部農学科（植物病理学講座）を卒業。同年4月、農林省農業技術研究所病理昆虫部病理科に就職するが、1954年、家業（光学器機製造）を継ぐために株式会社ビューティカメラに転職する。その後は研究から離れていたものの、1964年、東京大学農学部植物病理学講座に研究生として戻り、以後1966年に助手、1971年に助教授、1981年には教授（農学部植物病理学講座担任）に任命され、研究・教育の道を一筋に進む。電子顕微鏡、ウイルスについて高い関心を有し、植物ウイルスの探索とウイルスの細胞内所見を広範に探究した。
ウイルスは細胞内所見で分類されることを解明し、「植物ウイルスの細胞内所在と存在様式に関する研究」で学位を得る。土居の業績の中で最も特筆すべきは、「クワ萎縮病その他の植物萎黄病の病原体に関する研究」であった。共同研究により、従来、ウイルス病と考えられていたクワ萎縮病その他の植物萎黄病の病原体が、マイコプラズマ様微生物(MLO)であることを世界で初めて発見したもので、この功績により、日本農学賞、学会賞、アメリカ植物病理学会を受賞。1978年には最大の賞である日本学士院賞を連名で受賞した。MLOに関する原著論文は日本植物病理学会報に和文で発表されたわけであるが、これにより同誌の国際的評価が格別に向上したといわれる。
土居はジャガイモ葉巻ウイルスが師部局在性であることを解明した。これにより、師部局在性のMLOやウイルス、導管局在性のリケッチア様微生物、乳管などに局在する植物寄生原虫の発見にも寄与した。植物ウイルスの細胞内所見はウイルス性状の特徴付けに重要な項目であるが、土居はこの基礎を築くことに成功したのである。
更に土居は電顕技術の開発にも尽力し、ウイルスの検出法、超薄切片法なども検討して、超微細構造解析の分野を開拓した。
1987年3月、東京大学を退官し、同年5月に名誉教授の称号を贈られる。
晩年は、胃、心臓、肺臓に次々と重い障害を受けながら強靭な意志で克服していったが、2006年8月22日、肺がんで逝去。享年79。
現在、土居の薫陶を受けた多くの人材は多方面で活躍の輪を拡げている。